# Carya schneckii
Carya schneckii är en valnötsväxtart som beskrevs av Charles Sprague Sargent. Carya schneckii ingår i släktet hickory, och familjen valnötsväxter. Inga underarter finns listade i Catalogue of Life.